# لوار العليا (إقليم فرنسي)

موقع اقليم لوار العليا

لوار العليا (بالفرنسية:Haute-Loire) هو إقليم فرنسي، يقع في جنوبي وسط فرنسا سمي باسم لورا العليا نسبة لنهر لوار.

## تاريخ الإقليم
يعتبر إقليم لورا العليا واحد من الأقاليم الــ 83 التي تتشكل منها فرنسا، والتي أنشئت خلال الثورة الفرنسية يوم 4 مارس 1790، أنشأ الإقليم من أجزاء مناطق أوفيرني، لانغدوك، وليون السابقة.

## جغرافية الإقليم
يقع إقليم لورا العليا في جزء من منطقة أوفيرني ويحيط بها كل من الإقليم التالية: لوار (بالفرنسية: Loire)، الأرديش (بالفرنسية: Ardèche)، لوزير (بالفرنسية: Lozère)، كانتال (بالفرنسية: Cantal)، وبوي دو دوم(بالفرنسية: Puy-de-Dôme).
يغطي إقليم لورا العليا الروافد العليا لنهر لوار.

## سكان الإقليم
ويطلق على سكان إقليم لوار العليا اسم التيليغرينز (بالفرنسية: Altiligériens).

## أعلام المدينة
- خواكيم باراند (11 أغسطس 1799 - 5 أكتوبر 1883) جيولوجي وعالم أحياء قديمة فرنسي.
- كلود جان ألوئز: ولد كلود في سان ديدييه أون فيلاي، يعد من كبار اليسوعية التبشيرية في أمريكا الشمالية.[4]
- عائلة دي بوليقناك: لدى العائلة مقعد تاريخي في الإقليم، وكانت العائلة تنحدر من سلالة عريقة، ومن نفس عائلة ماركيس دي لافاييت، وأصبح للعائلة أعضاء مجلس الشيوخ في المنطقة في القرن التاسع عشر.

## معرض الصور

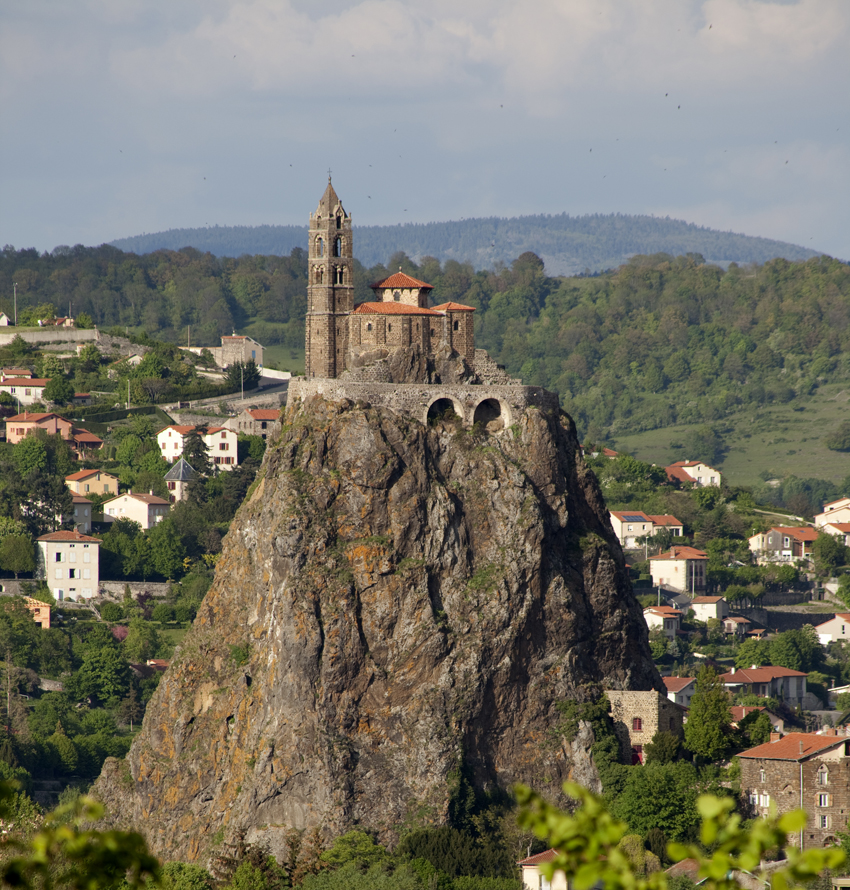
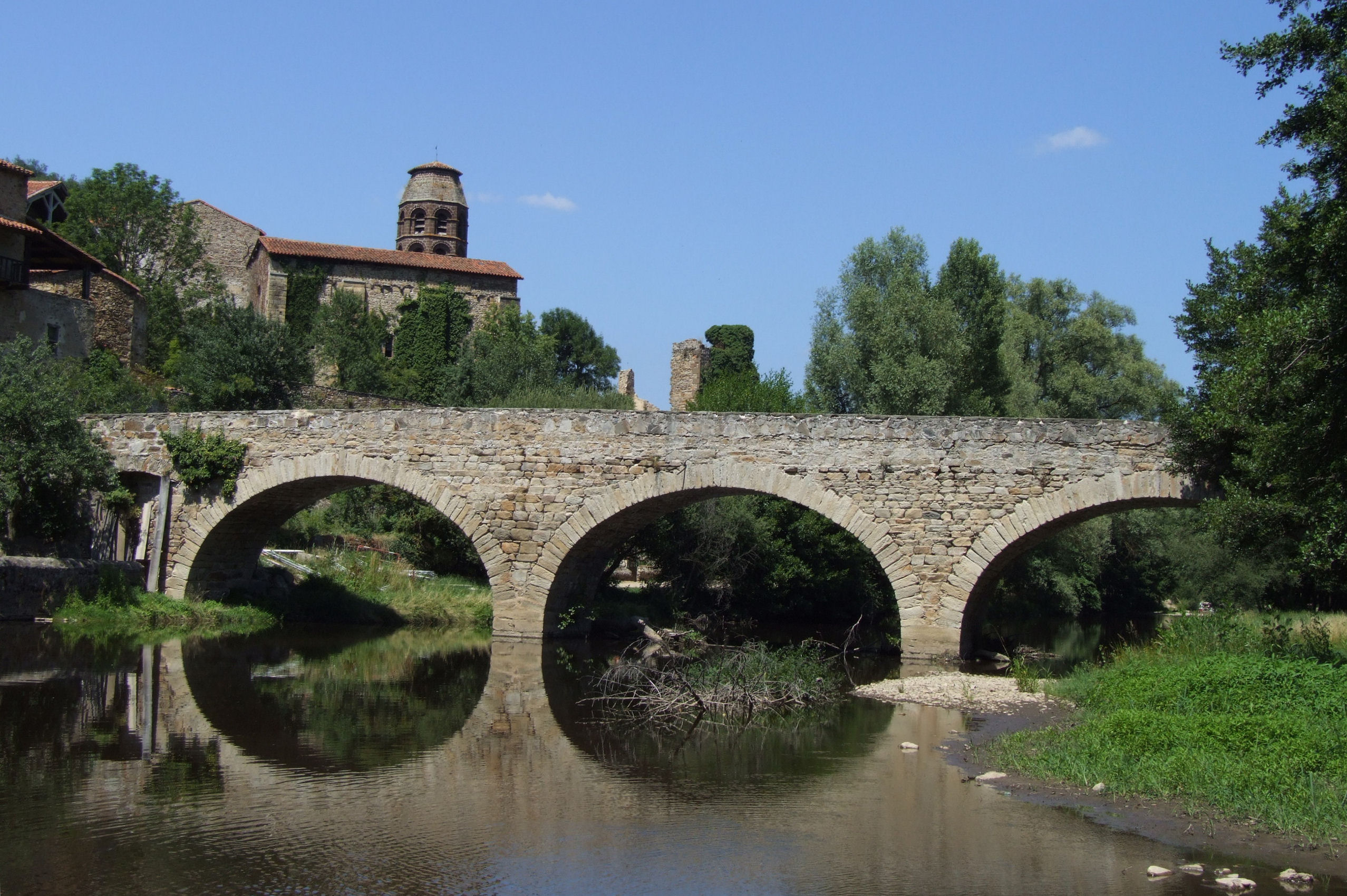
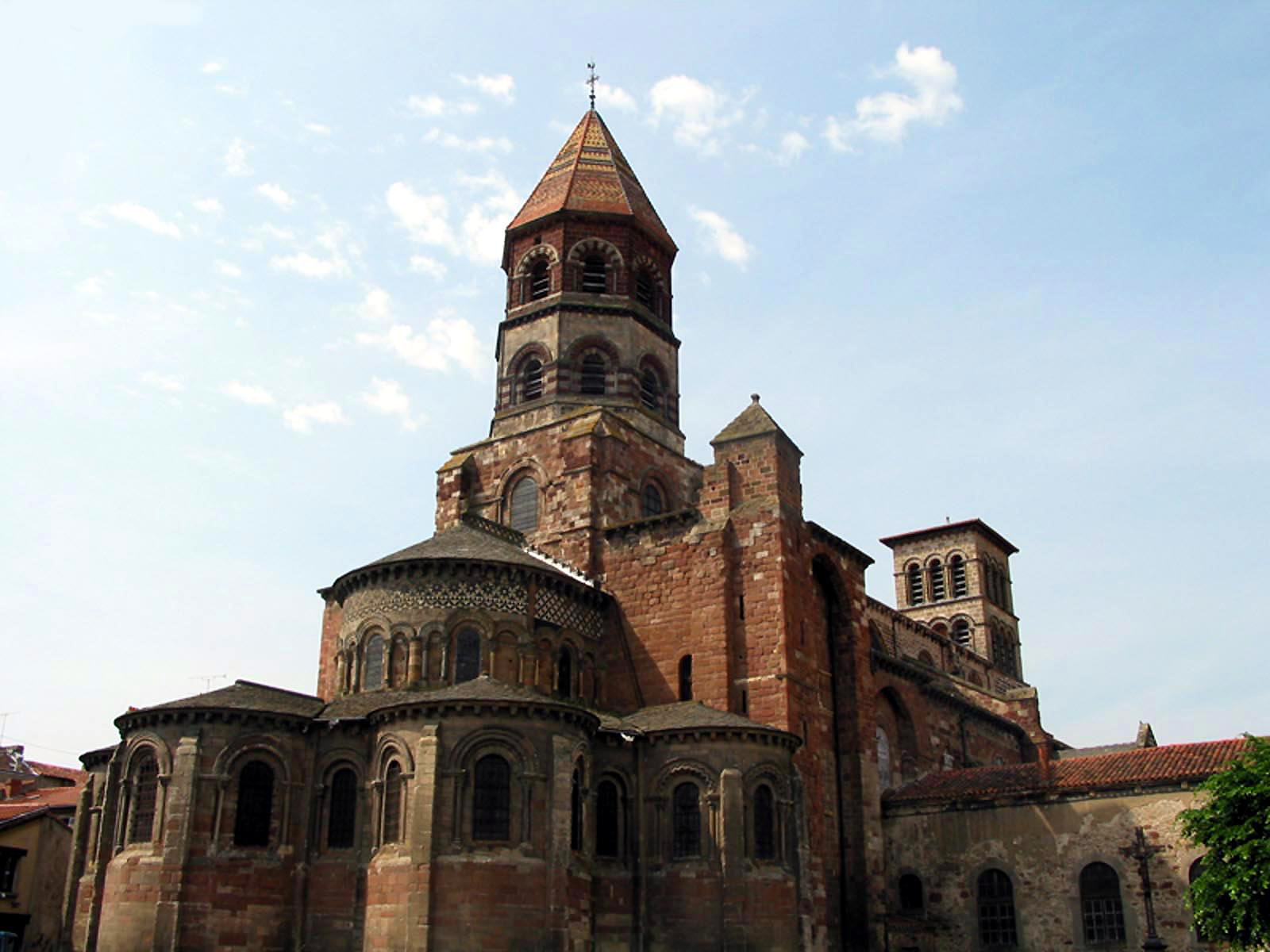
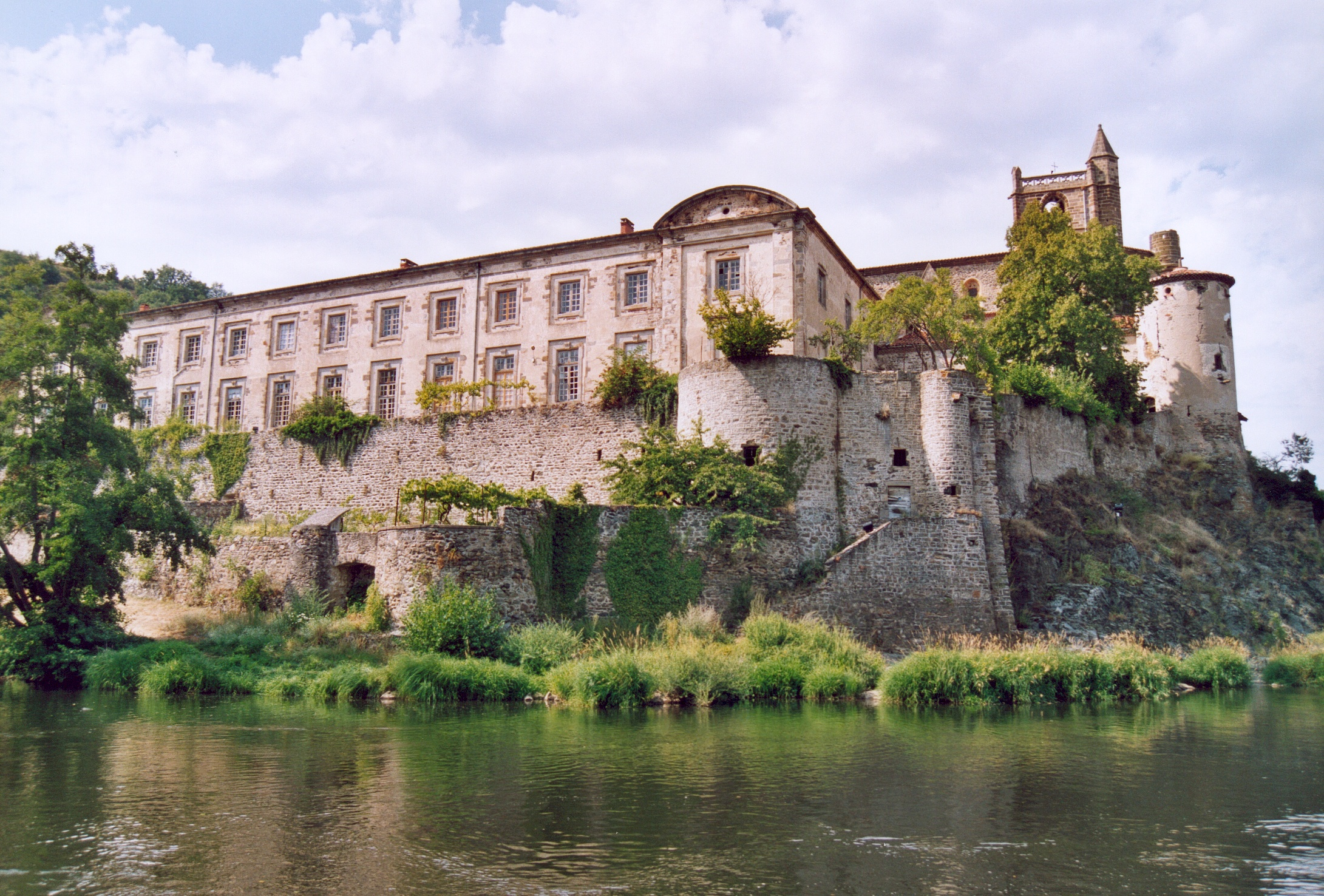
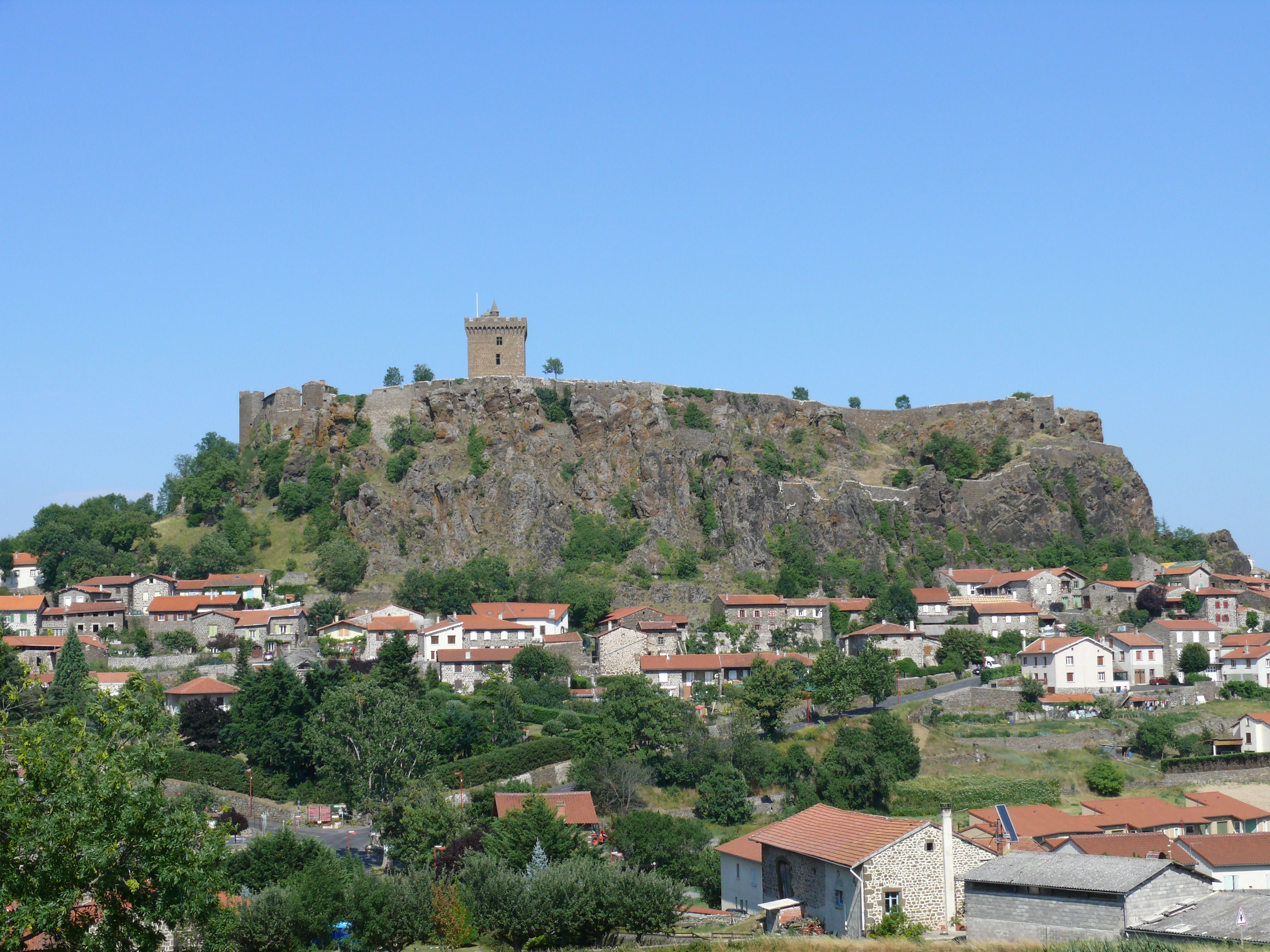